# Правителство на Александър Малинов 1
Първото правителство на Александър Малинов е тридесето правителство на Княжество България, назначено с Указ № 3 от 16 януари 1908 г. на княз Фердинанд Сакскобургготски. Управлява страната до 5 септември 1910 г., след което е наследено от второто правителство на Александър Малинов.
По негово време е обявена и международно призната независимостта на страната от Османската империя.

## Политика
Кабинетът Малинов национализира железниците в Южна България и ускорява строежа на нови жп линии в страната, продължава насърчителните и протекционистките мерки на предходния стамболовистки режим по отношение на стопанството, но прекратява репресиите над опозицията и демократизира образованието и местното управление. Външната му политика след обявяването на независимостта е белязана от безуспешни усилия за подобряване на положението на македонските и тракийските българи в Османската империя чрез политическо разбирателство със Сърбия и Гърция, които провеждат въоръжена пропаганда в Македония, и с Високата порта, която парира българските инициативи за автономия на европейските си вилаети, търговско сътрудничество и развитие на обща железопътна инфраструктура. В преговорите за Балкански съюз, които води от края на 1909 г. със Сърбия и поддържащата сръбските претенции Русия, правителството на Малинов не отстъпва от принципа за неделимост на Македония. Компромис е допуснат едва през 1912 г. от правителството на Народната и Прогресивнолибералната партия, които поемат властта след краткотрайния втори кабинет на Малинов.

## Съставяне
Кабинетът, оглавен от Александър Малинов, е образуван от дейци на Демократическата партия.

### Кабинет
Сформира се от следните 8 министри:
| министерство                          | име | име                | партия                |
| ------------------------------------- | --- | ------------------ | --------------------- |
| председател на Министерския съвет     |     | Александър Малинов | Демократическа партия |
| външни работи и изповедания           |     | Стефан Паприков    | безпартиен            |
| вътрешни работи                       |     | Михаил Такев       | Демократическа партия |
| народно просвещение                   |     | Никола Мушанов     | Демократическа партия |
| финанси                               |     | Иван Салабашев     | Демократическа партия |
| правосъдие                            |     | Тодор Кръстев      | Демократическа партия |
| военен                                |     | Данаил Николаев    | военен                |
| търговия и земеделие                  |     | Андрей Ляпчев      | Демократическа партия |
| обществени сгради, пътища и съобщения |     | Александър Малинов | Демократическа партия |

В краткия си период на водене не са правени промени.

## Събития

### 1908
- 16 януари – Княз Фердинанд отстранява от власт стамболовистите и назначава правителство на Демократическата партия, начело с Александър Малинов.[6]
- 28 януари – Университетската криза завършва с указ за повторно назначаване на уволнените професори от Софийския университет.[7]
- 25 май – Парламентарни избори. Демократите получават пълно мнозинство в Народното събрание, доминирано до този момент от Народнолибералната партия.[7][8]
- юли – Избухва Младотурската революция в Европейска Турция. Великите сили прекратяват Мюрцщегската реформена програма в Македония. Българското правителство започва дипломатически сондажи в Петербург и Париж за премахване на васалната си зависимост от Османската империя.[9]
- 30 август – „Инцидент Гешов“: българският дипломатически представител в Цариград Ив. Ст. Гешов е пренебрегнат при поканите за официалния прием, по случай рождения ден на султан Абдул Хамид II. В отговор правителството в София изтегля представителя си от османската столица. Официалните контакти между България и Османската империя са прекъснати за няколко седмици.[9]
- нощта на 5 срещу 6 септември – Започва стачка на служителите на Източните железници. По молба на компанията българските власти поемат обслужването на жп линиите Мустафа паша – Белово и Търново Сеймен – Ямбол, но след прекратяването на стачката (на 9 септември) отказва да ги отстъпи. Това предизвиква остър отпор от Турция и натиск от Германия и Австро-Унгария върху България за финансови компенсации за техните предприемачи.[10]
- 22 септември – Фердинанд обявява независимостта на България. С анексирането на Босна и Херцеговина от Австро-Унгария и на Крит от Гърция през следващите два дни двустранният българо-турски конфликт се разраства в Балканска криза.[11] До януари 1909 г. България и Османската империя на два пъти мобилизират войски в приграничните райони. Султанът предявява претенции към България за териториални (около Мустафа паша) и парични (572 милиона лева) компенсации.[12]

### 1909
- 3 март – Финансово-политическо споразумение между Русия и Османската империя урежда признаването на българската независимост.[13]
- 5 март – Образователна реформа: обнародван е Закон за народното просвещение.[14] Разширяване на учебния материал, повишение на изискванията към и заплащането на учителите, засилване на държавната подкрепа за училищата.[15]
- 10 март – Влиза в сила трети по ред (след законите от 1895 и 1905 година) Закон за насърчаване на местната индустрия,[16] който коригира критериите за получаване на митнически, данъчни и тарифни облекчения. През 1909 г. броят на насърчаваните предприятия е 266, предимно от хранително-вкусовата и текстилната промишленост, с 66 милиона лева капитал и 13 000 работници (0,7% от икономически активното население).[17]
- 6 април – В един и същи ден в Цариград и Петербург са подписани българо-турски протокол и българо-руска конвенция, с които се уреждат финансовите задължения (82 милиона лева) на българската държава към Османската империя и Източните железници.[18] Турция и Русия признават независимостта на България, последвани през следващите няколко дни от останалите Велики сили и от съседите ѝ Сърбия и Румъния.[13]
- 13 юни – Споразумение на България с Компанията на Източните железници. Българското правителство става собственик и експлоататор на 309 км жп линии в Южна България.[19]
- 26 юли – Линията Радомир – Кюстендил, поредната железопътна отсечка от София към Вардарска Македония, е пусната в експлоатация.[20]
- ноември – Съюзът на българските конституционни клубове е разпуснат под натиска на младотурските власти. Последвалата акция за разоръжаване на населението е съпроводена с масови репресии. Македонските българи подновяват въоръжената борба в края на 1909 и началото на 1910 г.[21]
- 3 декември – Договор за 100-милионен заем с „Винер Банкферайн“ и „Лендербанк“, утвърден от Народното събрание седмица по-късно и котиран в Лондон, Виена и Франкфурт в началото на 1910 г. Заемът е успех за българското правителство, защото му дава средства за обслужване на стари задължения, строеж на железници и въоръжаване, без да го обвързва с гаранции, и отслабва хегемонията на френския капитал, наложена при стамболовистите.[22]

### 1910
- 28 февруари – Русенски събития: кражбата на малолетна булка от семейството на местен турски ходжа завършва с масови сблъсъци между полиция и войска, от една страна, и местни жители, от друга, при които загиват 24 души, а 70 са ранени.[23][24]
- 12 юли – Открита е 48-километровата линия Търново – Плачковци, първи етап от проектираната Презбалканска линия през Борущица за Стара Загора, която е започната още през 1904.[25]
- 16 юли – Строежът на жп линия от София за Скопие спира в Гюешево на тогавашната турска граница. Откритата на тази дата отсечка Кюстендил – Гюешево не е икономически рентабилна, но отговаря на българските стратегически интереси. Османската империя обаче отказва да прокара железница от Куманово през границата.[26]